# Världsmästerskapen i hastighetsåkning på skridskor (distanser) 1999
VM i hastighetsåkning på skridskor (distanser) 1999 anordnades i Heerenveen i Nederländerna. Världsmästerskap gällande olika sträckor, anordnas de år då Olympiska vinterspel ej anordnas.

## Resultat

### Damer
- - 2 x 500 m
- 1 Catriona LeMay-Doan, Kanada
- 2 Svetlana Sjurova, Ryssland
- 3 Tomomi Okazaki, Japan
- 3 Marianne Timmer, Nederländerna
  - 1 000 m
- 1 Marianne Timmer, Nederländerna
- 2 Monique Garbrecht, Tyskland
- 3 Catriona LeMay-Doan, Kanada
  - 1 500 m
- 1 Emese Hunyady, Österrike
- 2 Gunda Niemann, Tyskland
- 3 Tonny de Jong, Nederländerna
  - 3 000 m
- 1 Gunda Niemann, Tyskland
- 2 Tonny de Jong, Nederländerna
- 3 Claudia Pechstein, Tyskland
  - 5 000 m
- 1 Gunda Niemann, Tyskland
- 2 Claudia Pechstein, Tyskland
- 3 Tonny de Jong, Nederländerna

### Herrar
- - 2 x 500 m
- 1 Hiroyasu Shimizu, Japan
- 2 Erben Wennemars, Nederländerna
- 3 Jakko Jan Leeuwangh, Nederländerna
  - 1 000 m
- 1 Jan Bos, Nederländerna
- 2 Hiroyasu Shimizu, Japan
- 3 Jakko Jan Leeuwangh, Nederländerna
  - 1 500 m
- 1 Ids Postma, Nederländerna
- 2 Ådne Søndrål, Norge
- 3 Rintje Ritsma, Nederländerna
  - 5 000 m
- 1 Gianni Romme, Nederländerna
- 2 Bart Veldkamp, Belgien
- 3 Bob de Jong, Nederländerna
  - 10 000 m
- 1 Bob de Jong, Nederländerna
- 2 Gianni Romme, Nederländerna
- 3 Frank Dittrich, Tyskland